# Маклаково (Верхнєландеховський район)
Маклаково (рос. Маклаково) — присілок в Верхнєландеховському районі Івановської області Російської Федерації.
Населення становить 32 особи. Входить до складу муніципального утворення Кромське сільське поселення.

## Історія
Від 2005 року входить до складу муніципального утворення Кромське сільське поселення.

## Населення
| 1859 | 1905 | 2010 |
| ---- | ---- | ---- |
| 100  | ↗136 | ↘32  |